# The Haunted House Monster Party
The Haunted House Monster Party is een madhouse in het Britse attractiepark Legoland Windsor. De attractie staat in het themagebied LEGO City en opende in 2019.
Het eerste deel van de attractie bestaat uit een voorshow, waarin het achtergrondverhaal achter de attractie uitgelegd wordt. De bezoekers zijn uitgenodigd in het huis om deel te nemen aan een feest. Dit feest wordt bezocht door mystieke wezens uitgevoerd in LEGO. De hoofdshow is de madhouse zelf. Terwijl er gefeest wordt, draait de kamer. Op een scherm is te zien dat een vampier achter de draaitafel staat.